# Apocalypto
Apocalypto là một bộ phim phiêu lưu lịch sử sử thi năm 2006 do Mel Gibson sản xuất, đồng biên kịch và đạo diễn. Phim có sự tham gia của dàn diễn viên người Mỹ bản địa và người Mexico bản địa bao gồm Rudy Youngblood, Raoul Trujillo, Mayra Sérbulo, Dalia Hernández, Gerardo Taracena, Rodolfo Palacios, Bernardo Ruiz Juarez, Ammel Rodrigo Mendoza, Ricardo Diaz Mendoza và Israel Contreras. Tất cả những người bản địa được miêu tả trong phim đều là người Maya. Tương tự như bộ phim The Passion of the Christ trước đó của Gibson, tất cả các đoạn hội thoại đều gần giống với ngôn ngữ cổ xưa của bối cảnh. Ở đây, tiếng Maya Yucatán bản địa được sử dụng với phụ đề, đôi khi gọi ngôn ngữ là tiếng Maya. Đây là bộ phim cuối cùng mà Gibson đạo diễn cho đến Hacksaw Ridge năm 2016, mười năm sau đó.
Lấy bối cảnh ở Yucatán, Mexico, vào khoảng năm 1502, Apocalypto miêu tả hành trình anh hùng của một chàng trai trẻ tên Jaguar Paw, một thợ săn người Mesoamerican quá cố và những người đồng bộ lạc của anh ta bị bắt bởi một thế lực xâm lược. Sau sự tàn phá ngôi làng của họ, họ được đưa vào một cuộc hành trình đầy nguy hiểm đến một thành phố của người Maya để hiến tế con người vào thời điểm nền văn minh Maya đang suy tàn. Bộ phim là một thành công phòng vé, thu về hơn 120 triệu đô la trên toàn thế giới và nhận được hầu hết các đánh giá tích cực, với các nhà phê bình ca ngợi sự chỉ đạo của Gibson, kỹ thuật quay phim của Dean Semler và diễn xuất của dàn diễn viên, mặc dù sự khắc họa Nền văn minh Maya và tính chính xác lịch sử đã bị chỉ trích. Phim được phân phối bởi Buena Vista Pictures ở Bắc Mỹ và Icon Film Distribution ở Vương quốc Anh và Úc.

## Nội dung
Khi đi săn bắn trong rừng thuộc Mesoamerica vào đầu thế kỷ 16, Jaguar Paw và cha anh Flint Sky cùng với vài người cùng bộ tộc gặp một bộ tộc khác nhìn có vẻ thảm thương. Họ nói họ bị một nhóm người nào đó tấn công và tiêu diệt làng của họ. Sau đó họ xin phép đi qua khu rừng thuộc quyền kiểm soát của bộ tộc của Jaguar.
Sáng hôm sau, làng của Jaguar bị một bộ tộc hung ác tấn công dữ dội. Vì bị tấn công bất ngờ nên ngôi làng đã bị đánh bại một cách nhanh chóng. Jaguar dẫn người vợ đang mang bầu và con mình ra khỏi làng và cho họ trốn xuống một cái hố. Sau đó anh quay lại giúp làng của mình nhưng cuối cùng cũng bị bắt. Một tên lính để ý thấy Jaguar nhìn về phía cái hố, hắn đến xem và sau khi không thấy gì hắn đã cắt cọng dây, thế là vợ con Jaguar bị kẹt ở dưới đó. Sau khi ra khỏi làng, một nhóm người khác nhập chung với nhóm của Jaguar. Nhóm đó bắt được những người mà Jaguar nhìn thấy hôm qua.
Đoàn người vượt qua rừng và cây trồng, đi đến kinh thành Maya. Khi gần đến kinh thành, họ gặp một bé gái. Bé gái đó tiên đoán là một người chạy với con báo đen sẽ dẫn bộ tộc hung ác tới gặp những người sẽ hủy diệt vương quốc của chúng. Vào kinh thành, những người tù nhân bị bắt làm nô lệ, phụ nữ thì bị bán làm nô lệ tình dục. Một số người nam bị hiến tế, họ sẽ bị moi tim và chặt đầu. Trước khi Jaguar bị moi tim thì hiện tượng nhật thực xuất hiện. Các thầy tế người Maya tưởng vị thần mặt trời Kukulkan đã hài lòng với những vật hiến tế. Sau đó Jaguar cùng với những người tù nhân khác bị giải đi.
Zero Wolf và bọn lính dẫn tù nhân tới khu đấu trường, chúng để những tù nhân chạy và phóng những cây lao để giết những tù nhân đang chạy. Tất cả tù nhân đều bị giết, riêng Jaguar còn sống. Tên Cut Rock chuẩn bị giết Jaguar thì bất ngờ bị ngăn cản bởi một người bạn của Jaguar tưởng là đã chết. Jaguar bị thương nhưng đã giết được tên Cut Rock và chạy thoát. Cut Rock là con trai của Zero Wolf. Hắn và một số lính đuổi theo Jaguar ngay sau khi thấy con mình bị giết.
Hai tên lính của Zero Wolf bị chết, một vì bị báo đen xâu xé, một vì bị rắn độc cắn. Sau khi chạy cả đêm, Jaguar đến một thác nước lớn và nhảy xuống. Sau đó anh đứng ở dưới tuyên bố đây là vùng đất của anh và anh thách bất cứ ai dám chiến đấu với mình. Một tên lính bị Zero Wolf giết vì tính nhát gan. Nhóm của Zero Wolf nhảy khỏi thác nước và một tên lính nữa chết do đập đầu vào đá ngầm. Sau đó, trời mưa tầm tã. Jaguar tìm cách giết thêm hai tên lính và đặt cái bẫy dùng để giết thú nhưng lần này anh dùng nó để giết Zero Wolf. Sau khi Zero Wolf bị giết, Jaguar đến cái hố để tìm vợ con mình thì người vợ đang mang bầu của anh đã hạ sinh đứa con thứ hai. Cuối phim, gia đình họ thấy những chiếc thuyền lớn ngoài biển, đó là thuyền của đội quân Tây Ban Nha. Đội quân Tây Ban Nha sẽ là những người tiêu diệt những bộ tộc hoang dã và đô hộ đất nước họ sau này, ứng nghiệm lời tiên đoán của bé gái. Gia đình Jaguar lên đường đi tìm vùng đất mới để sinh sống.

## Diễn viên
- Rudy Youngblood trong vai Jaguar Paw/ Almost
- Dalia Hernández trong vai Seven
- Jonathan Brewer trong vai Blunted
- Morris Birdyellowhead trong vai Flint Sky
- Carlos Emilio Báez trong vai Turtles Run
- Amílcar Ramírez trong vai Curl Nose
- Israel Contreras trong vai Smoke Frog
- Israel Ríos trong vai Cocoa Leaf
- María Isabel Díaz trong vai Mother in Law
- Espiridion Acosta Cache trong vai Người kể chuyện cũ
- Mayra Serbulo trong vai Người phụ nữ trẻ

Các chiến binh Holcane
- Raoul Trujillo trong vai Zero Wolf
- Gerardo Taracena trong vai Middle Eye
- Rodolfo Palacios trong vai Snake Ink
- Ariel Galván trong vai Hanging Moss
- Bernardo Ruiz Juárez trong vai Drunkards Four
- Ricardo Díaz Mendoza trong vai Cut Rock

Thành phố
- Fernando Hernández trong vai Thầy tế lễ cấp cao
- María Isidra Hoil trong vai Nhà tiên tri nữ
- Aquetzali García trong vai Nhà tiên tri nữ
- Abel Woolrich trong vai Người đàn ông cười
- Rafael Vélez trong vai Nhà vua
- Diana Botello trong vai Nữ hoàng